# Sara Gross
Sara Gross (Sarnia, Canadá, 26 de marzo de 1976) es una deportista británica que compitió en triatlón. Ganó una medalla de oro en el Campeonato Europeo de Triatlón de Larga Distancia de 2005.

## Palmarés internacional
| Campeonato Europeo | Campeonato Europeo | Campeonato Europeo | Campeonato Europeo |
| Año                | Lugar              | Medalla            | Prueba             |
| ------------------ | ------------------ | ------------------ | ------------------ |
| 2005               | Säter (Suecia)     | Medalla de oro     | Individual         |